# Juliusz Albinowski

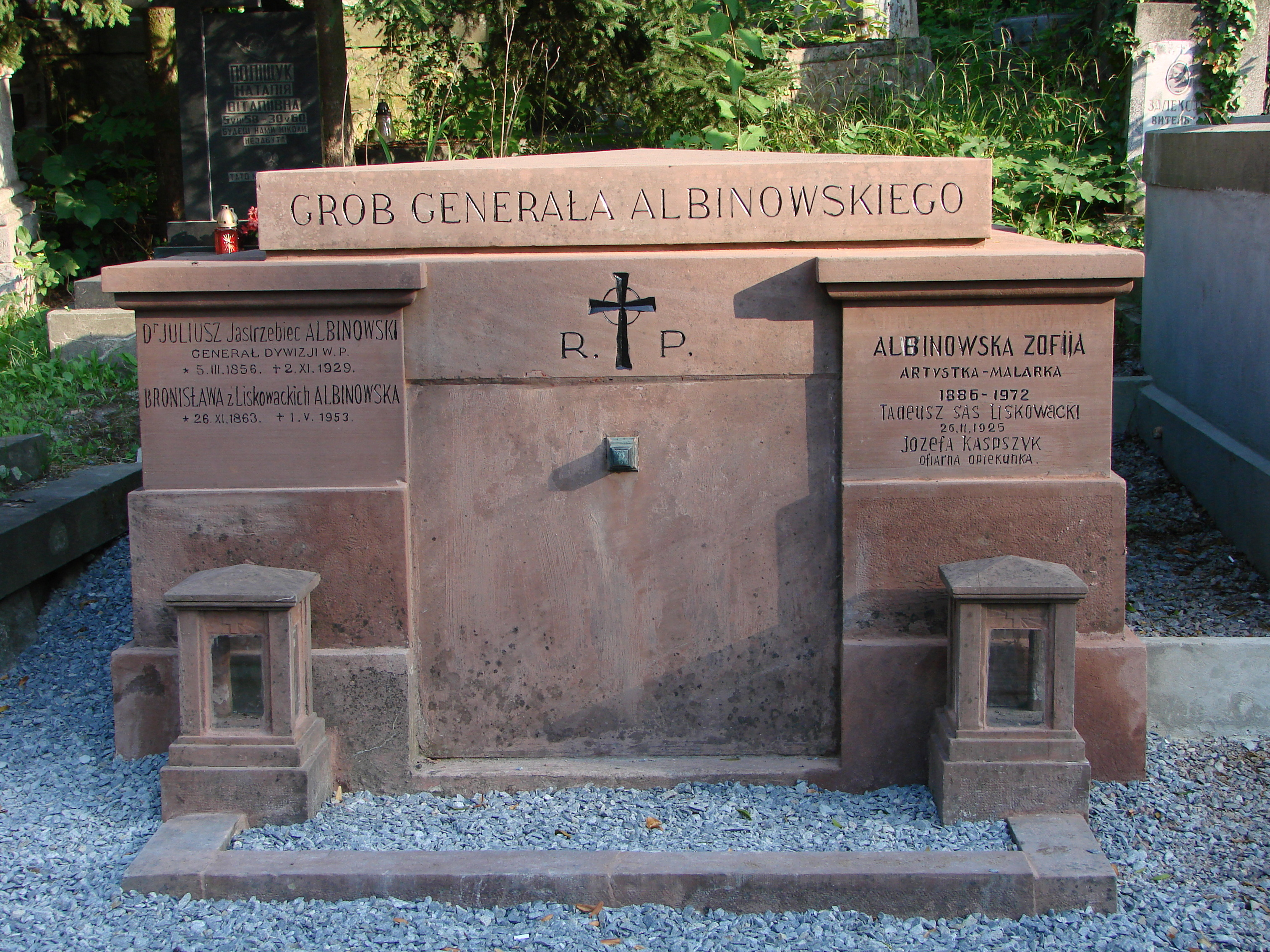
Grobowiec Juliusza Albinowskiego

Juliusz Fryderyk Albinowski (ur. 5 marca 1856 w Tarnowie, zm. 2 listopada 1929 we Lwowie) – doktor prawa, generał audytor cesarskiej i królewskiej Armii i generał dywizji Wojska Polskiego.

## Życiorys
Urodził się 5 marca 1856 w Tarnowie, w rodzinie Marcela, ówczesnego zastępcy kierownika Okręgowej Komisji dla podstawowej ulgi, w 1870 komisarza skarbu 3. klasy w c. k. Powiatowej Dyrekcji Skarbu w Samborze, w 1873 asesora w c. k. Sądzie powiatowym w sprawach dochodów skarbowych w Krakowie, a w 1875 sekretarza w c. k. Krajowej Dyrekcji Skarbu i zastępcy asesora skarbowego w c. k. Sądzie wyższym w sprawach dochodów skarbowych we Lwowie.
Uczył się kolejno w gimnazjum w Samborze, w Krakowie i we Lwowie, gdzie zdał egzamin maturalny. Następnie studiował na Wydziele Prawa Uniwersytetu Franciszkańskiego we Lwowie. 30 września 1876 wstąpił do cesarskiej i królewskiej Armii, początkowo do 30 Galicyjskiego Pułku Piechoty we Lwowie. W 1896 posiadał już stopień pułkownika, w 1904 awansowany do stopnia generała audytora (niem. General-Auditor). W czasie I wojny światowej walczył na froncie rosyjskim i włoskim.
25 września 1919 został przyjęty do Wojska Polskiego w stopniu generała podporucznika audytora i zaliczony do Rezerwy armii. Pełnił funkcję przewodniczącego komisji weryfikacyjnej dla oficerów byłej armii austriacko-węgierskiej. 1 marca 1921 został powołany do służby czynnej oraz zatwierdzony w stopniu generała podporucznika z dniem 1 kwietnia 1920 w grupie oficerów byłej armii austriacko-węgierskiej. Z dniem 1 kwietnia 1921 został przeniesiony w stan spoczynku. 11 czerwca 1921 w częściowej zmianie dekretu L. 2626 z dnia 1 marca 1921 o przeniesieniu w stały stan spoczynku został mianowany z dniem 1 kwietnia 1921 tytularnym generałem porucznikiem Korpusu Sądowego. 26 października 1923 Prezydent RP Stanisław Wojciechowski zatwierdził go w stopniu generała dywizji.
Mieszkał we Lwowie przy ulicy Potockiego 27. Był założycielem i pierwszym prezesem Związku Oficerów W.P. w Stanie Spoczynku we Lwowie. Napisał wydaną w 1914 we Lwowie broszurę Nowa ustawa o urzędnikach zarządów dóbr. Zmarł 2 listopada 1929 we Lwowie. Pochowany został na cmentarzu Łyczakowskim.
Był żonaty z Bronisławą, autorką poradników gospodarskich i książek kucharskich, z którą miał syna i córkę Zofię Albinowską-Minkiewiczową, znaną malarkę.